# 白砂村
『白砂村』（しらすなむら）は、今井神による日本の漫画作品。
『月刊ComicREX』（一迅社）に連載された。全10巻。

## 概要
現代日本を舞台とし、ホラー、アクション、ギャグ、ミステリーと様々な要素を取り入れた作品であり、『ウルトラジャンプ』（集英社）にて連載中の同作者の作品、『NEEDLESS』とはまた一風違った作品となっている。
元々は作者の同人活動の作品だったものを商業用に書き起こしたものである。

## あらすじ
2001年夏。巨魅葬りとして怨霊を退治する大神の元に、白砂村という村から小包が届く。その中から出てきたものは、なんと人間の目玉。大神はこれに事件を予感し、探偵として白砂村へ赴くことを決意する。しかしやっとの思いでたどり着いた白砂村は、外部の人間を極端に嫌う村だった。
追い出されそうになる大神だが、村人の一人、弥都波の協力により、白砂村に入ることができる。果たしてこの村で大神を待ち受ける事件とは……。

## 登場人物

### 主人公
大神（おおがみ）
物語の主人公。怨霊を退治する巨魅葬りの一人。クラスは『88』であり、108人いる巨魅葬りの中では最も下の階級である。だがそれでも、猛スピードで突っ込んできたトラックを片手で止めたり、瀕死の重症でも少し休めばすぐ治るなど人間離れした身体能力を持つ。
本業は探偵だと自負しているが、実際探偵の仕事はほとんど入ってこず、実質巨魅葬りの方が本業と化している。事務所は新宿区采女町の路地裏にある雑居ビルの2階。
温厚でお人よしな性格だが、巨魅を殺すため自分の内に眠る殺人衝動を解放することで好戦的な性格になる。
また、探偵を本業だと自負しているだけあり、推理力もかなりのものである。
白砂村には物書きの仕事でよい風景を探しに来たと説明しているが、根が正直なため嘘をつくのが下手で、何度か自分の正体をバラしそうになっている。
巨魅葬りとして人間を超えた力を持ったことから、自分の力にはそれなりに自信を持っていた。しかし、同じ巨魅葬りである月読娘に完敗したことから、自分の力に自信をなくしてしまう。
また、時に怨霊だけでなく、一般の人間にさえ向いてしまいそうになる殺人衝動にも苦悩している。
人付き合いが苦手で、錺曰く「友達作るのヘタ王」。
その正体は、伊耶那岐命から化成した3柱の神の1柱、天照大神の直系の後継者であり、大神に送られた目玉は伊耶那岐の左目から産まれた天照を示していた。
中学のとき、修学旅行か何かで大神のクラスだけが遭難し、白砂村に数日間泊めてもらったことがある記憶を持っていたが、それは彼の前世である高頭俊作の記憶であり、大神が前世である天照の力を取り戻す「先祖帰り」の兆しであった。
また、月読娘によると彼の前世は「影病」によって殺された、というが……。実は何度も転生し、白砂村を訪れてはその度に非業の死を遂げている。
尚、白砂村に住民を逃したのは大神の前世であり、彼が復活仕掛けた伊邪那美の五体をバラバラに分けて封印した。（後にこのイザナミとの戦いの折、彼に使えていた獣人たちと合わさり桃太郎伝説の元となったと本編では判明する）
同作者のため仕方がないのだが、戦闘時の表情や動きが『NEEDLESS』の主人公アダム・ブレイドと酷似している。
必殺技
後光閃（ごこうせん）
巨魅葬りの基本技で巨魅葬りが怨霊を狩るときに発する退魔の気を拳に収束して放つ技。低級霊ならこれだけで消滅し、怨霊相手にもそれなりのダメージを与えることができる。
神経空間（しんけいくうかん）
巨魅葬りの基本技で、自分の精神世界を展開し、霊を閉じ込める結界を作り出す。
現実世界に重ねて展開するため、町並みなどはそのままだが、その中で建物を壊したりしても実際にその建物が壊れることはない。
しかし、結界内で壊した物の破片が現実世界に飛び出している描写も見られる。
また、この空間は外から見ることや進入することはほぼ不可能であり、これができるのはよほど霊能力の高い者か、展開者と霊的波長が合うものに限られる。
展開者の意識が薄れているときも結界の力が弱まる。
最大展開範囲は村一つを覆えるほどであるが、展開範囲が広ければ広いほど負担も大きい。
神陣(しんじん)
怨霊や巨魅の正体を見破るための技。
姿形を自在に変える霊との戦いでは、霊の正体を見破ることが必要不可欠であり、低級の霊ならば正体を見破るだけでも退散させられる。
特攻式殺人術・壱式・震洋（とっこうしきさつじんじゅつ・いちしき・しんよう）
巨魅葬りの中でも最上級のものしか扱うことのできない特攻式殺人術の一つ。
人間の体を動かしている電流を掌に収束させ、摩擦を伴う打撃と同時に放電を行う。
元々は月読娘の技だが、大神も見様見真似でこの技を習得した。
震洋という名前は、実在した特攻機の名前から取っている。
特攻式殺人術・弐式・回天（とっこうしきさつじんじゅつ・にしき・かいてん）
特攻式殺人術の一つ。両掌を前方に突き出し、敵に向かって超スピードで突進する。
これも元々月読の技を真似て習得したものである。
錺（かざり）
大神の彲で、聖剣「天叢雲剣（アメノムラクモノツルギ）」に変化することができる。
また、変化しなくとも怨霊との肉弾戦闘もある程度こなせる。
能天気であまり物事を深く考えない性格。相棒である大神とは口喧嘩が絶えないが、彼のことを心から信頼している様子。
また、普通の人間に見られても怪しまれないよう（通常はそんな心配はないのだが）猫に変化することもできるが、デフォルメされた猫のシルエットのような真っ黒な物体になってしまい、大神から「どこが猫じゃい」とツッコミを入れられた。
この状態だと意識や知能が通常の半分くらいになってしまう。さらに、ギャグシーンで首が取れても平気である。
霊であるため、普通の人間には彼女の姿は見えないのだが結には見えており、猫状態を「こたつ」と命名された。
生前の記憶はほとんど残っていないが、男の子に何かプレゼントをあげようとしていたことだけは覚えている。

### 白砂村の住人
西島 弥都波（にしじま みずは）
白砂村の5つの由緒ある家柄、「五家」のひとつである西島家の長女。
心優しい性格で、余所者である大神を自分の家に招き入れる。
同じ「五家」の中で最も有力な北島家の長男、速秋の許婚。
結婚に関しては若干抵抗はあったらしいが、速秋のことは本当は誠実な人だと語っている。
霊は見えないようだが、一瞬ではあるが、月読娘の神経空間内が見えたり、弱っていたとはいえ大神の神経空間内に入ってきたりと霊能力は高いと見える。イザナミの器であることが判明、さらにおとねの生まれ変わりである可能性が高く、こちらの方が要因としては大きいと思われる。
出合った当初は外の世界への憧れや大神の優しい人柄などから好意を抱いていたが、物書きの仕事で来たと言う大神が探偵の名刺を持っていたこと、気絶した自分のそばで血まみれで倒れていたことから大神に対し疑念を持ち始め、さらに大神と月読の戦いをはっきりと思い出してしまったことで大神に恐れを抱き、葛藤する。
名前の由来は「弥都波能売神（みつはのめのかみ）」。
西島 迦具（にしじま かぐ）
西島家の次女。だが実際は養子であり、弥都波たちとは血のつながりは無い。両親は既に亡くなっているらしい。
無口で近寄りがたい雰囲気を持っている。また、かなりの毒舌家。一方、後述の侵入事件のために大神が迦具と同じ部屋に寝泊りすることを佐野に提案された際に恥ずかしがるなど、年相応の少女らしい一面もある。半年前、西島家に何者かが侵入したときに左腕に怪我を負った。
北島家をよく思っておらず、次男の速秋を西島家、北島家周辺を荒らしている犯人ではないかと疑っていた。さらに大神に「速秋を殺してくれ」と言ったり、速秋が死んで喜んでいるなど、速秋に対して何か恨みがあったような節がある。そういった言動や事件時の状況などから、速秋を殺した犯人であると村人に疑われてしまう。
結局彼女は事件とかかわりはなく(むしろ被害者)、それどころか事件解決後に再び進入者に襲われている。
夢のお告げで「カミオクリ」という人が助けに来てくれると告げられており、それを信じている。
それと関連するのかは不明だが怨霊に狙われており、半年前の怪我も怨霊の仕業であったことが判明した。
ちなみに彼女自身には霊は見えず、大神の聖剣も見ることも触れることもできなかった。
大神が白砂村の近くの村、両神村に到着した際、彼女のような人影を目撃している。
大神の神経空間と自身の白昼夢を接続することで、大神と白砂村の過去や自身の出生の真実を知ることになる。本性は宮本であり、大神の前世である俊作と中のよかった宮本おとねの妹の孫。
名前の由来は「火之迦具土神（ひのかぐつちのかみ）」。
西島 結（にしじま むすび）
西島家の三女。無邪気で人懐っこい性格で、大神のこともすぐ気に入ったようだ。
実は人知れず怨霊に取り憑かれており、迦具に怪我を負わせたのも、西島家周辺を夜な夜な徘徊していたのも霊に取り付かれた結であった。
その前兆として霊である錺の姿を見ることが出来、猫状態の彼女に「こたつ」と命名した。
名前の由来は「和久産巣日神（わくむすびのかみ）」。
同人版では「産巣日」と書いていたが、商業版にするにあたり、読みにくいため「結」に変更したとのこと。
西島 安姫（にしじま やすひめ）
弥都波、迦具、結の母親。おっとりした性格。
霊は見えないようだが、一人で白砂村に来た大神に2つ茶を差し出すなど意味深な行動をとっている。
名前の由来は「波邇夜須毘売神（はにやすびめのかみ）」。
西島 金山彦（にしじま かねやまひこ）
弥都波達の祖父。
既に他界した人物だが、霊として白砂村にとどまり続けている。
戦中から霊などの「あってはならない筈の現象」を処理する政府の組織に属しており、特に暗号の分野に長けていた。
また、手に異常なまでの霊障を負っている。
白砂村の事件を調べる大神に対して助言をしようとするも、「ある方」から呪縛を受けており、「ある方」に対して不利になることは喋れなくなっている。そのため大神には断片的な助言しか出来ない。
また、月読娘とは旧知の関係であるなど、多くの謎を秘めた人物である。
名前の由来は「金山彦神（かなやまびこのかみ）」。
北島 速秋（きたじま はやあき）
白砂村の「五家」の中の最有権者である北島家の次男。そのことを鼻にかけた嫌味な性格で、村人からの心象も悪い。
弥都波の許婚であり、大神に「弥都波に手を出すな」と釘を刺していた。
迦具は、大神の来る半年前から西島家、そして北島家を荒らしている犯人ではないかと見ていた。
しかし、実際は誠実で正義感のある人間であり、弥都波と共に村の外で暮らしたいと言う想いから跡継ぎらしくない態度をとっていた(上記の性格の理由はこれ)。
そして北島家の寄り合いでそのことを告白し、兄の綿津に跡継ぎを任せようと考えていた。
そのことを話すため、手紙で弥都波と綿津を呼び出していたが、真実を知らなかった大戸に殺害され、蔵で死体で発見される。
特技は剣道で、村人達によれば相当な腕前であるらしい。
その後、大神達の前に巨魅として現れた。
番外編では前述の誠実な一面を象徴するような爽やかな表情を見せた。
名前の由来は「速秋津日子神（はやあきつひこのかみ）」。
北島 綿津（きたじま わたつ）
北島家の長男で速秋の兄。大神の正体を怪しんでいた。
寄り合いの際、弥都波と共に速秋に呼び出されていたが、何故かそのことを黙っていた。
一見眉毛がないように見えるが、番外編によれば彫りが深いだけらしい。
名前の由来は「大綿津見神（おほわたつみのかみ）」。
北島 風木（きたじま かざも）
北島家の当主。速秋をドラ息子と呼ぶなど厳しい態度をとっていたが、北島家を継ぐ者として厳しく躾けていただけだと言っている。
名前の由来は「風木津別之忍男神（かざもつわけのおしをのかみ）」。
北島 津別子（きたじま つわこ）
風木の妻。西島家との政略結婚を推し進めていた人物の一人。
名前の由来は夫と同じ。
北島 大屋毘（きたじま おおやび）
北島家の主で速秋達の祖母。余所者を極端に嫌い、大神をことあるごとに追い出そうとする。
名前の由来は「大屋毘古神（おほやびこのかみ）」。
大戸 渡（おおと わたる）
南島診療所に勤める白砂村唯一の医者。真面目で働き者だが、どこか頼りない。
まだ新米らしく、先代医者の健一は仕事が全く板についていないと言っている。
実は弥都波に恋心を抱いており、彼女の許婚である速秋を憎んでいた。そして寄り合いの席で速秋が弥都波を襲うと勘違いをし、殺害する。
その後大神の推理によって犯行が明かされ、弥都波を人質に取るも大神によって取り押さえられ、伝説の奇病「影病」を調べるために来たことを明かした後、連行された。
弥都波と毎日会うために、すでに完治している迦具の怪我を治っていないと診断し続けたり、犯行のトリックのために結をメスで傷つけるなど、歪んだ一面がある。
また、武道の達人である速秋を殺せるほど武道に精通している。
その後、牢屋の中で何者かに襲われて殺害される。
名前の由来は「大戸日別神（おほとひわけのかみ）」。
櫛名田 秋子（くしなだ あきこ）
大戸の助手。佐野刑事の知り合いで、佐野刑事が南島家にお世話になっている縁から彼女を助手として大戸に紹介している。
初登場時は階段で転倒するというドジっぷりを見せたが、仕事はしっかりできるらしく、健一からも一目置かれているようだ。
大神を見たときに何か意味深に微笑んでいる。
名前の由来は「櫛名田姫神（くしなだひめのかみ）」。
南島 健一（みなみじま けんいち）
南島診療所の先代医者。引退して大戸に医者を任せているが、大戸のことはあまりいい目で見ていないようである。
口は悪いが、大神のことは良くも悪くも思っていない中立の立場である。
東島 龍之介（ひがしじま りゅうのすけ）
東島家の長男。気さくな性格で父とは違い余所者である大神にも友好的。結達にも慕われている。
東島 十三（ひがしじま じゅうぞう）
龍之介の父で、大神が最初に出会った人物。余所者を嫌い、大神を追い出そうとした。
中島 一郎（なかじま いちろう）
中島家の当主で、駐在の次郎の兄。怠け者で遊んで暮らしていると言う。
北島家に金の無心をしていたとも言われている。
中島次郎（なかじま じろう）
村の駐在。余所者を悪く思っている人間の一人。兄と違って真面目な性格。
しかし、状況証拠のみで迦具を犯人と決め付け、感情的になるなど問題のある面もある。
大山津 幽玄（おおやまづ ゆうげん）
伊耶那美神社の神主。大神に白砂村に伝わる「足ることは恥と知れ」という教えを説いた。
俊作たちの事件を知っている数少ない生証人であり、宮本家が断絶した後に伊耶那美命の頭を保管する役目を担った。
名前の由来は「大山津見神（おほやまつみのかみ）」。
鹿屋野 超空（かやの ちょうくう）
伊耶那美神社の住職。伊耶那美神社は神仏混淆のため、神主と住職2人を置いている。
その正体は巨魅、治道であった(治道の項目を参照)
大神が治道を倒したあとは、彼の存在は無かったこととなり、村人達の記憶からも消えた。
名前の由来は「鹿屋野比売神（かやのひめのかみ）」。
佐野（さの）
西嶋家と北島家が荒らされている事件について調べるために分遣でやってきた刑事。
ヘビースモーカーで、好きな銘柄はマルボロ。
南島家に下宿させてもらっており、その縁から知り合いの櫛名田を南島に紹介している。
実は大神とは数年前に起こった「1万円強奪事件」の時に知り合っており、その縁で大神に北島家の殺人事件の調査の協力を依頼する。
関口（せきぐち）
北島家周辺に住んでいる少年の低級霊。
お盆が近くなり、お供え物にありつけるかもしれないと思い、北島家に現れた。
特技は口に手を突っ込んで内臓を取り出すこと（ギャグシーンのデフォルメ絵であり、グロテスクには描かれていないが）。
死なないことが取り柄（既に死んでいるため、大神に「それは当然だろう」と突っ込まれている）。
死んだ直後の速秋の霊とも会っていたらしく、竹刀で殴られたと言っていた。

### 巨魅葬り
月読娘（つくよみのいらつめ）
大神と同じ巨魅葬りの一人。だがその力は大神を圧倒的に凌駕しており、大神は彼女に傷一つ負わせられなかった。
特攻式殺人術という巨魅葬りの中でも最上級クラスのものしか扱えない技を持つ。階級は「K-04」（上から4番目）
大神を執拗に狙うが、その理由は不明（「有罪だから」「計画に役不足（力不足）だから」など曖昧な表現をしている）。
また、大神の前世の記憶のことを聞いたりと意味深な言動が目立つ。
その正体は、「伊耶那岐命」から化成した三柱の神の一柱、「月読命」の正当な後継者。
彼女の元にも、大神と同じように目玉が送られており、それは伊耶那岐の右目から化成した月読命を示していた。
『NEEDLESS』に登場する離瑠は彼女をモデルにしている。
必殺技
特攻式殺人術・壱式・震洋（とっこうしきさつじんじゅつ・いちしき・しんよう）
巨魅葬りの中でも最上級のものしか扱うことのできない特攻式殺人術の一つ。
大神の使う後光閃などとは比べ物にならない破壊力を持つ。
特攻式殺人術・弐式・回天（とっこうしきさつじんじゅつ・にしき・かいてん）
特攻式殺人術の一つ。両掌を前方に突き出し、敵に向かって超スピードで突進する。
回天も震洋と同じく、実在した特攻機の名前である。
神経空間（しんけいくうかん）
巨魅葬りの基本技。大神の使うものと同じである。
梔姫（くちなしひめ）
月読娘の彲で、彼女の身長を超えるほどの大剣、十拳剣（とかのつるぎ）へ変化する。また、梔姫自身も高い戦闘能力を誇り、大神を一人で叩き伏せた。
目玉で聖剣の刃を受け止める程の凄まじい防御力から「装甲姫（そうこうひめ）」というコードネームを持つ。
番外編において、錺と同じように動物に変化できることが明かされたが、やはり錺同様、不完全な兎の姿になってしまう。
会話はスケッチブックに文字を書いて行うようである。
『NEEDLESS』に登場する梔は彼女をモデルにしている。
必殺技
擬似特攻式殺霊術・共喰い・黒牡丹（ぎじとっこうしきさつれじゅつ・ともぐい・くろぼたん）
特攻式殺人術を元に開発した、言わば彲版の特攻式殺人術で、両手から波動のようなものを放つ。その際、背後には黒い牡丹の紋様が浮かぶ。
擬似的とはいえ、本来特攻式殺人術は電磁波によって霊体を崩壊させる技であり、彲が使用すれば自身が吹き飛ぶのだが、梔姫は「自分に害が少なく、相手のみに害のある周波数の振動で発生させた電磁波」を用いることで負担を軽減、軽減しきれていない部分は自身の圧倒的な防御力で耐えるという力技によってこの技を発現しているとのこと。
江船（えふね）
元巨魅送りだが、今は引退して医者をやっている。
現在は怨霊が原因で相談に来る患者を大神のところへ紹介している。
彲の名前は不明だが、彼の彲は普通の人間にも見える。
裏目(うらめ)
巨魅送り本部に在籍する巨魅送り。階級は「K１６」(上から１６番目)。
西洋貴族のような風貌であり、両肩には騎士の鎧のような神具を装備している。
本部に現れた累を陰陽師部隊と共に迎撃するも、累の「一閃」で陰陽師部隊共々一撃で薙ぎ払われ、死亡した。
輔(そえぎ)
裏目の彲。ツインテールの人形のような姿で、両腕が刃になっている。
錺や梔姫と違い、裏目の持っている実体の刀の刃に憑依して聖剣となる。
累の「一閃」で裏目もろとも消滅した。
久々能(くくの)
2体の人工彲を従える巨魅送り。階級は「Ｋ６」。伊耶那美復活に協力している巨魅送りの一人。白い頭巾と、両肩の半筒状の神具が特徴。
外見は普通の少女だが、その身体には伊耶那美を守護する８体の巨魅「八雷」の１体である「折雷(さきいかずち)」の細胞が移植されており、巨魅送りでありながら巨魅でもある存在。それゆえ常人離れした再生能力を有している。
伊耶那美復活の邪魔をする大神を監視し、大神と錺が別行動を取った隙を突いて錺を襲撃し、追い詰めるが、突如乱入してきた謎の男によって殺される。
必殺技
昇天砲
両肩の神具を合体させ、後光閃のような光を放つ。
諭汰、剥去(ゆた、むさかり)
久々能が従える２体の人工彲。他の彲と異なり化け物のような姿をしており、諭汰は目のない巨人のような姿、剥去は蜘蛛のような姿をしている。
２体が合体することによって人工聖剣「折雷剣(さきいかずちのつるぎ)」となる。
久々能同様に「八雷」の細胞を移植された巨魅である(諭汰は「黒雷(くろいかずち)」、剥去は「鳴雷(なるいかずち)」)が、単体の戦闘能力は錺にあしらわれる程度である。
最終的に久々能共々消滅した。
必殺技
岩戸閉門轢(いわとへいもんれき)
２体で同時に攻撃する。錺にあっさりかわされた。
北朝皇帝（ほくちょうこうてい）
巨魅葬り本部でイザナミ復活計画を進める公家服の男。
神代(こうじろ)
イザナミの器を見つけるために送り込まれた巨魅葬りの男。階級は「K-01」(上から1番目、つまり巨魅葬り"最強"の存在)。
スサノオ
神代と共に送り込まれた巨魅葬りの男。階級は「K-02」。伊耶那美命の腕を回収するために大神達の前に現れ、自分は大神の上司だと名乗った。
嵩下（がけした）
神代と共に送り込まれた巨魅葬りの男。階級は「K-13」。
阿弖流為(あてるい)
神代と共に送り込まれた巨魅葬りの男。階級は「K-33」。

### 巨魅
治道(ちどう)
白砂村に巣くっていた巨魅。黄泉の王「伊耶那美命」を守護する８体の巨魅「八雷」の１体で、「脳の治道」、「大雷(おおいかずち)」の異名を持つ。
真の姿は、その名の通り巨大な脳に女性の体が張り付いた姿(あくまで自身の能力に応じた姿であり、性別などは無いらしい)。
巨魅になったのは２００年以上前で、それ以来寺の住職「鹿屋野 超空」として人間と変わらぬ生活をしてきた。
しかし、巨魅送りである大神が白砂村に現れた事で封印を解き、巨魅として黄泉帰った。
その巨体に似合わないスピードと、打撃を弾く体で大神を苦しめるが、一か八かで大神が繰り出した「特攻式殺人術壱式・震洋」に敗れる。
RPGのボスさながらの変身をしたためか、外伝の漫画では住職(最終形態)と呼ばれた。
必殺技
落魂錠(らっこんじょう)
無数の亡者を使って「不浄の檻」を作り出し、対象を地獄へ引きずり込む技。
引きずり込まれた者は成仏出来ない救われぬ魂となり、永遠にこの世をさ迷うこととなる。
亡者は人間に触れることが出来るが、人間は亡者に触れることは出来ないため、普通の人間では脱出不可能である。
しかし、霊である彲であれば亡者を攻撃できるため、彲を常に従えている巨魅送りにはあまり有効な技ではない。
累(かさね)
伊耶那美復活の儀式の準備を進めていた巨魅送り本部に突如現れた巨魅。
巨魅として非常に強大である「最大(ゼロ)クラス」の巨魅。
陰陽師部隊の術が効かず、陰陽師部隊と巨魅送りを一撃で全滅させるほどの力を持っている。
元ネタは「累ヶ淵」の伝承に登場する怨霊、「累」。
必殺技
一閃
左手を水平に振るうことで前面にいる敵全てを薙ぎ払う。

### 歴史上の人物
阿倍宿儺（あべのすくな）
千年以上前、第五十代天皇桓武天皇の時代に、朝廷に従わず逆らい続けた村（後の白砂村）の統治者。
信頼のとても厚い男だったが、天皇に逆らったことから軍に捕らえられ、処刑されてしまう。
だが彼の首を落とそうとしたとき、彼の首は刀一本では斬れなかった。
斧や刀を何本も折り、ようやく彼の首は落とされたが、その後しばらくして、彼の処刑に関わった役人が次々と怪死し、前述のことと合わせて宿儺は鬼であったと噂され、「宿儺の呪い」として都をパニックに陥れた。この事態を重く見た朝廷は、彼の村を焼き払い、一族を皆殺しにすることを命じた。
根子武振（ねこたけふる）
阿倍宿儺処刑後、「宿儺の呪い」の騒動を収束させるため、彼の村を焼き払うように命じられた武将。
しかし、彼は朝廷の勘違いによって殺される村人を不憫に思い、村人を全員逃がした上で村を焼き払った。
その後、武官を辞めた後に3人の部下と共に白砂村へと向かうが、白砂の地で復活した伊耶那美命の”肉体”と戦う事になる。部下2名の犠牲と自身を蝕む呪いを代償に伊耶那美命を六つに分割してそれらを白砂村の住人に託し、残る部下にこの出来事をおとぎ話として広める事を命じて亡くなる。
後に、俊作よりも前の大神の前世であった事が分かった。

### 過去の白砂村の関係者
高頭俊作(たかとう しゅんさく)
大神の前世に当たる少年。大神が自身の学生時代だと思っていた記憶は、前世である彼の記憶であった。
大神同様に友達を作るのが下手で、友達作りのためにスキー合宿に参加するが、バスが大雪で遭難、白砂村へと流れ着く。
そこでおとねと出会い、彼女の境遇に疑問を抱きつつも次第に交友を深めていく。
出発の直前、俊作は約束を果たすために彼女を外に連れ出した。その直前の詳細は不明だが、影病によっておとねと肉体を入れ替えて外の世界を見せるが、那都彦の手違いでおとねを殺害され、失意のうちに殺された。
宮元おとね
俊作が、白砂村を訪れたときに出会った少女。大神の記憶にもはっきりと残っていた。
白髪で白い着物を着ている。耳が聞こえないが、相手の口元に手をかざす事である程度何を言っているのかがわかる。
大神が声をかけるまでは、宮本家の隠し部屋で半ば隔離状態で暮らしていた。
生まれつき体が弱く、外に出てはいけないからとされているが、その真意は不明。
俊作達の出発の直前に彼によって外に連れ出された。その後、影病によって俊作と体を入れ替え、生まれて初めて世界を見ることができたが、那都彦の手違いで殺された。
俊作と彼女の死を不憫に思った村人がいたのか、二人の亡骸は一緒に置かれ、その後墓が建てられた。
宮元那都彦(みやもとなつひこ)
かつての白砂村の村長で、おとねの父。
雪山で遭難した大神たちを一時的に白砂村へと迎え入れる。
しかし、大神のクラスメイトたちが白砂村の秘密に抵触してしまったことから、口封じのために遭難者全員を皆殺しにする非情な決断を下す。
手違いでおとねを殺してしまった後、気が狂ってしまった事と不祥事の責任を取らされて宮本家は断絶する。

### その他
北原さゆり（きたはら さゆり）
怨霊による被害に悩まされていた少女。怨霊に奇妙な傷(霊障)を付けられ、江船、そして大神に傷の治療を依頼する。
それまではどこの医者に言っても怨霊について信じてもらえず、たらいまわしにされていた。大神が怨霊を退治したあとは傷は消えている。

## 用語
巨魅（かみ）
怨霊が人間などを食らって力をつけ、文字通り神ほどの力を持ったもの。
通常の怨霊とは比べ物にならない力を持ち、神社に祀られているものもある。
普段はその強大な力を封印しており、封印を解放するとその力に応じて巨大化する。
そして真の姿を見破らなければ、決定的なダメージを与えることが出来ない。
巨魅葬り（かみおくり）
巨魅を狩るために存在する、怨霊退治のエキスパート。全部で108人いるとされ、大神のクラスはその中でも最下級の88。
怨霊を狩る聖剣へと変化する守護霊、彲を従えている。本部である「公安第零課」は新宿のオフィス街にあるビルの地下に存在する。
しかし、巨魅送り本部は巨魅を倒すどころか、彼らの王であるイザナミを復活させようとしている様子であり、その真意は謎に包まれている。
彲（みずち）
巨魅葬りが従える守護霊。霊体で出来た武器、聖剣へと変化する能力を持つ。
生身の人間は、霊に触れるためにはその霊の波長と自分の波長を合わせねばならず、複数の霊を相手にする場合、それら全てにいちいち波長を合わせなければならない。だが霊体で出来た武器を使えば、霊体は霊体を斬ることができるため、波長を合わせるのはその武器だけですむ。さらに通常の霊は打撃では再生してしまうが、聖剣で斬られると再生は不可能である。
そのため、巨魅葬りは復活させてはならない強力な怨霊と戦うときは彲を従えることを義務付けられている。
また、剣のほかにも動物へ変化することもできる（錺や梔姫は奇妙な姿になってしまうが）。
現時点で判明している彲は全て女性である。
白砂村（しらすなむら）
この作品のタイトルともなっている物語の舞台で、山奥にある自然あふれる小さな村。
「五家」とよばれる5つの有力な家柄（北島、西島、東島、南島、中島）があり、それを中心にして成り立っている。
特に北島が一番権力を持っており、西島は北島の分家である。
元々は千年以上前、朝廷に逆らった阿倍宿儺が治めていた村で、宿儺処刑後、朝廷に降りかかった災いが「宿儺の呪い」であるとされ、一族の住む村は朝廷から派遣された寝子武振という武将によって焼き払われ、一族は死に絶えた……というのが表向きの話で、実際は武振が誤解によって殺されてしまう村人を不憫に思い、あらかじめ山奥へと避難させた上で焼き払ったため、村人は全員無事であった。
しかし彼らは記録上死んだ人間、つまり「死人」として扱われることとなる。
その村人たちが山奥に新たな村を作り上げ、朝廷やほかの村に村の存在を知られてはならないことから「知らすな村」と名付け、それに当て字で白砂村とし、今に至る。
その経緯から今でも村人たちのほとんどは外部の人間を毛嫌いしているが、完全に交流を絶っているわけではなく、麓の町に下りたりもしている。
特攻式殺人術（とっこうしきさつじんじゅつ）
巨魅葬りの中でも最上級のものしか扱えない究極奥義。
元々は第二次世界大戦中に日本軍が編み出したといわれる戦闘術を、巨魅葬りが怨霊討伐術として完成させたもの。
自らの肉体を剣とし、敵に向かって捨て身で攻撃することから「特攻式殺人術」と名づけられ、震洋、回天など、実在する特攻機から名前をつけられている。
原理としては生物の心臓を半永久的に動かしている体内の電流を掌に集中させ、摩擦を伴う打撃と同時に放つ、というもの。
巨魅葬りが戦闘状態になったときに発せられるアドレナリンは、心拍をある一定のリズムに誘導し、そのリズムが莫大な電流を生み出すという。
これが使えれば聖剣がなくとも怨霊を討伐できるとまで言われる非常に強力な技である。
今のところこれを扱えるのは月読娘だけだが、大神も弥都波を守るために、意識を失いながらも見よう見真似で震洋を繰り出している。
霊障（れいしょう）
怨霊によって負わされた傷や障害のこと。無数の人間の目のように見えるグロテスクな傷で、現代医学では治療不可能、最悪死に至るケースもあるという。
北原さゆりが負わされた傷もこれで、西島金山彦の手にはそれを上回るほど酷い霊障がある。
さゆりの傷が怨霊を倒した後に消えていたことから、霊障を負わせた怨霊を倒せば霊障は消えるものだと思われる。
白砂様（しらすなさま）
白砂村を作った森の中に住んでいたといわれる妖魔。
2本の角を持つ巨大な姿で、人間を喰らう恐ろしい化け物とされる。
白砂村を作り上げた人々はこの妖魔と、四年に一度生贄をささげる代わりに外の人間からかくまって欲しいと言う契約を交わしたという。
現在では生贄の風習は廃れているが、村の大人達は悪いことが起こると「白砂様の祟り」と恐れている。
影病(かげわずらい)
白砂村に伝わるとされる伝説の奇病。
月読娘曰く、大神の先祖はこの病気で死んだという。
どのような病気なのかは不明。